# Hóa học nông nghiệp
Hóa học nông nghiệp là lĩnh vực nghiên cứu về hóa học, đặc biệt là hóa học hữu cơ và hóa sinh, vì chúng liên quan đến nông nghiệp - sản xuất nông nghiệp, quá trình chế biến các sản phẩm thô thành thực phẩm và đồ uống, và giám sát và phục hồi môi trường. Những nghiên cứu này nhấn mạnh mối quan hệ giữa thực vật, động vật và vi khuẩn và môi trường của chúng. Là một nhánh của khoa học nông nghiệp, hóa học nông nghiệp nghiên cứu các thành phần hóa học và các phản ứng liên quan đến sản xuất, bảo vệ và sử dụng cây trồng và vật nuôi. Các khía cạnh khoa học cơ bản của nó bao gồm, ngoài hóa học ống nghiệm, tất cả các quá trình sống mà con người có được thức ăn và chất xơ cho bản thân và nuôi sống động vật. Các khía cạnh khoa học và công nghệ ứng dụng của nó được hướng tới việc kiểm soát các quy trình đó để tăng năng suất, cải thiện chất lượng và giảm chi phí. Một nhánh quan trọng của nó, chemurgy, chủ yếu liên quan đến việc sử dụng các sản phẩm nông nghiệp làm nguyên liệu thô hóa học.

## Khoa học
Mục tiêu của hóa học nông nghiệp là mở rộng hiểu biết về nguyên nhân và ảnh hưởng của các phản ứng sinh hóa liên quan đến tăng trưởng thực vật và động vật, tiết lộ cơ hội kiểm soát các phản ứng đó và phát triển các sản phẩm hóa học sẽ cung cấp hỗ trợ hoặc kiểm soát mong muốn. Mỗi ngành khoa học đóng góp cho tiến bộ nông nghiệp phụ thuộc một cách nào đó vào hóa học. Do đó hóa học nông nghiệp không phải là một ngành học riêng biệt, mà là một chủ đề phổ biến liên kết với nhau về di truyền, sinh lý học, vi sinh học, côn trùng học và nhiều ngành khoa học khác phát triển trong nông nghiệp.
Các vật liệu hóa học được phát triển để hỗ trợ sản xuất thực phẩm, thức ăn và chất xơ bao gồm thuốc diệt cỏ, thuốc trừ sâu, thuốc diệt nấm và thuốc trừ sâu khác, chất điều hòa sinh trưởng thực vật, phân bón và thức ăn bổ sung cho động vật. Đứng đầu trong số các nhóm này theo quan điểm thương mại là phân bón sản xuất, thuốc trừ sâu tổng hợp (bao gồm cả thuốc diệt cỏ) và chất bổ sung cho thức ăn. Sau này bao gồm cả bổ sung dinh dưỡng (ví dụ, chất khoáng dinh dưỡng) và các hợp chất dược liệu để phòng ngừa hoặc kiểm soát bệnh.
Hóa học nông nghiệp thường nhằm bảo tồn hoặc tăng độ phì nhiêu của đất, duy trì hoặc cải thiện năng suất nông nghiệp và cải thiện chất lượng của cây trồng.
Khi nông nghiệp được xem xét cùng với sinh thái, tính bền vững của một hoạt động nông nghiệp được xem xét. Ngành công nghiệp hóa chất hiện đại đã đạt được danh tiếng về tối đa hóa lợi nhuận trong khi vi phạm các nguyên tắc nông nghiệp bền vững và sinh thái. Sự phú dưỡng, sự phổ biến của cây trồng biến đổi gen và sự gia tăng nồng độ hóa chất trong chuỗi thức ăn (ví dụ như các chất ô nhiễm hữu cơ dai dẳng) chỉ là một vài hậu quả của thâm canh trong nông nghiệp.